# Bakum
Bakum é um município da Alemanha localizado no distrito de Vechta, estado da Baixa Saxônia.